# Robertus cardesensis
Espèce
Robertus cardesensis est une espèce d'araignées aranéomorphes de la famille des Theridiidae.

## Distribution
Cette espèce est endémique des Asturies en Espagne,. Elle se rencontre à Cangas de Onis dans la grotte Cueva del Buxu.

## Étymologie
Son nom d'espèce, composé de cardes et du suffixe latin -ensis, « qui vit dans, qui habite », lui a été donné en référence au lieu de sa découverte, Cardés.

## Publication originale
- Dresco, 1959 : Sur quelques espèces du genre Robertus (Araneae, Theridiidae). Description de R. alpinus et R. cardesensis spp. nov. Bulletin du Museum D'Histoire Naturelle, Paris, vol. 31, p. 242-247.